# Gian Carlo Bojani
Gian Carlo Bojani (Fano, 2 agosto 1938 – Fano, 17 maggio 2013) è stato uno storico dell'arte italiano.
Dal settembre 1974 fino all’agosto del 2001 è stato prima conservatore alle collezioni retrospettive poi direttore del Museo internazionale delle ceramiche di Faenza.

## Biografia
Si allontanò dalla provincia Pesaro e Urbino verso la fine degli anni Cinquanta (1959). Dopo aver frequentato vari corsi universitari alla "La Sapienza di Roma", venendo a contatto con gli altri maestri tra cui Géza de Francovich, Giulio Carlo Argan e Giacomo Debenedetti, si laurea in lettere moderne, esponendo una tesi sull'architettura medievale nelle Marche, all'Università di Firenze con Roberto Salvini. 
Ha lavorato a Firenze dal 1967 al 1971 dopo essere stato abilitato all'insegnamento della storia dell'arte, al Museo nazionale del Bargello con Luciano Berti e all'Istituto Germanico di storia dell'arte (Kunsthistorisches Institut in Florenz) con Ulrich Middeldorf. In quegli anni partecipa, tra l'altro, al recupero delle opere d'arte danneggiate dall'alluvione del 1966, al Bargello e al Museo di Firenze com'era.
È stato direttore responsabile dal 1979 fino al 2002 della rivista di studi storici e di tecnica dell'arte ceramica "Faenza", che si pubblica dal 1913 fondata da Gaetano Ballardini, scrivendo saggi sulla stessa rivista. Redattore della rivista "Museo Informa" del sistema museale della provincia di Ravenna, ha collaborato anche a diverse riviste d’artigianato.
Nel corso della carriera gli vengono affidati i progetti dei Musei ceramici di Faenza, Deruta, Gualdo Tadino e Gubbio, Fratterosa e diventa consulente del Ministero francese alla Cultura per la ristrutturazione del Musée National de la Porcelaine de Limoges.
Insieme a Bruno Munari ed Enzo Mari realizza importanti progetti didattici per la scuola e per gli artigiani.  Organizza inoltre, vari eventi espositivi di ceramiche antiche, moderne e contemporanee in Giappone, Australia, in quasi tutti i paesi d'Europa, negli U.S.A. e nelle Americhe centro-meridionali, in Africa e in vari paesi medio-estremo orientali fra cui Pechino. È stato poi chiamato all'Università degli Studi di Ferrara per dare avvio all'insegnamento ufficiale di storia dell'arte ceramica dal 2008 al 2011.
Quando fa ritorno a Pesaro nel 2001, assume la direzione scientifica dei Musei civici, fonda la rivista museale “Report” e contribuisce a ricostituire un Concorso biennale di ceramica d’arte contemporanea dal 2002. Per questo la Fondazione Rotary del Rotary International gli attribuirà il “Paul Harris Fellow”.
In seguito, è stato chiamato anche a presiedere l’Istituzione per i Beni, le Attività culturali, il Turismo del Comune di Urbania e l’antica Casteldurante una delle sedi più prestigiose della maiolica italiana del Rinascimento.

### Matrimonio con Anna Maurri
Nel gennaio del 1975 si sposa con Anna Maurri, artigiana nell’alta moda fiorentina che trasmette a suo marito una vera autentica passione per l'artigianato artistico. È deceduta nel 2003 in seguito a un investimento automobilistico a Faenza.

## Opere
Al 2008 la sua bibliografia, fra libri, articoli, saggi, presentazioni, note contava ormai circa seicento titoli documentabili, fra l'altro, nella Biblioteca del Museo Internazionale delle Ceramiche in Faenza e nella Biblioteca d’Arte dei Musei Civici di Pesaro.
- Ceramica Fra Marche e Umbria Dal Medioevo Al Rinascimento, 1992.
- Disegni, fonti, ricerche per la maiolica rinascimentale di Casteldurante, 1997.
- Tra simbolismo e deco ceramiche di Nonni vetri di Murano disegni e Pastelli di Prini, 1986.
- La ceramica dell'ottocento nel veneto e in Emilia Romagna, 1998.
- Presepi Delle Marche, 2000.
- Maioliche di Faenza dal Trecento al Novecento, 1998.
- Giulio Busti, Sotto il segno dell'ansa. Catalogo della mostra Fatta a Monte S. Savino, 1991.
- Rodolfo Ceccaroni. Ceramiche degli anni Venti. Firenze, Centro Di, 1981.
- Ceramica di Faenza. Selezione di opere dal Medioevo ad oggi. Faenza, Studio 88, 1995.

## Onorificenze
- Premio della Cultura della Presidenza del Consiglio dei Ministri per il 1989,
- Cavaliere Ufficiale della Repubblica Italiana nel 1994.
- Ceramc Millennium nel 1999.
- A testament to the professional, academic and civic achievement nel 2000.
- Il 26 maggio 2018 è stata inaugurata a Fano una biblioteca a lui intestata e costituita dalla sezione d'arte della sua collezione libraria.